# Ichikawa Kumehachi
Ichikawa Kumehachi, född 1846, död 1913, var en japansk skådespelare.
Hon blev 1858 den första kvinna som spelade kvinnliga roller i den japanska kabuki-teatern, där både manliga och kvinnliga roller tidigare spelats enbart av män. Hon introducerade i praktiken skådespelaryrket för kvinnor i Japan: sedan 1629 hade kvinnor förbjudits att uppträda på scen i Japan inom den inhemska Kabuki-teatern, och västerländsk version av teatern introducerades inte på allvar i Japan, med inhemska skådespelare, förrän år 1903, när Kawakami Sadayakko (1872–1946) blev den första japanska skådespelerskan inom västerländsk teater.